# Broye (Fluss)
Die Broye ([bʀwa]; Freiburger Patois Brouyeⓘ, bereits im Jahr 1155 als Brodiam erwähnt) ist ein 89 km langer Fluss im Westschweizer Mittelland mit einem Einzugsgebiet von etwa 850 km² und einer mittleren Wasserführung von gut 12 m³/s. Der deutsche Name Brüw wird heute selbst in der Deutschschweiz nicht mehr gebraucht. Hingegen hat sich hier die Aussprache [ˈbro(ː)jə] eingebürgert.

## Geographie

### Verlauf
Die Broye entsteht auf einer Höhe von rund 1245 Metern über Meer unter dem Namen Ruisseau des Planes am Westhang des Les Alpettes in den Freiburger Voralpen. Sie erreicht mit Semsales das erste Dorf. Der Fluss fliesst zuerst nach Südwesten parallel zu den Voralpenketten, ändert dann aber die Richtung nach etwa 10 km abrupt nach Norden ins Schweizer Mittelland. Zwischen Oron-la-Ville und Moudon verläuft er zuerst in einer offenen Talsenke, in die er sich südlich von Moudon schluchtartig eingegraben hat. Bei Moudon ändert sich die allgemeine Fliessrichtung erneut, diesmal nach Nordosten. Zwischen Moudon und Payerne benutzt die Broye ein vom eiszeitlichen Rhonegletscher ausgeschliffenes Tal mit breitem, flachem Talgrund und steilen, z. T. felsigen Hängen.
Bei Payerne öffnet sich das Broyetal zu einer weiten, bis 5 km breiten Talsenke mit intensiver landwirtschaftlicher Nutzung. Kurz vor ihrer Einmündung in den Murtensee nimmt die Broye von links ihren längsten Nebenfluss, die Petite Glâne, auf. Den Murtensee verlässt die Broye an seiner Nordostecke bei Sugiez im Kanton Freiburg. Danach verläuft sie in einem aus der Juragewässerkorrektion stammenden Kanalbett um den Mont Vully herum nach Westen in den Neuenburgersee. Dieser letzte Abschnitt zwischen Murten- und Neuenburgersee wird auch Broyekanal (frz.: Canal de la Broye) genannt. Ein Kanal mit ähnlichem Verlauf wurde schon von den Römern verwendet, unter anderem für den Fernhandel sowie für die Materialbeschaffung zum Bau von Aventicum (Steinbrüche im Jura). Weitere Zuflüsse sind von links die Carrouge und die Lembe, von rechts die Arbogne.
Nur am Oberlauf hat die Broye noch naturnahe Ufer, unterhalb von Moudon ist sie infolge zahlreicher Überschwemmungen des flachen Talbodens im 19. und Anfang des 20. Jahrhunderts kanalisiert und begradigt worden.

### Einzugsgebiet
Das Einzugsgebiet der Broye ist 851,16 km² gross und besteht zu 21,4 % aus bestockter Fläche, zu 67,0 % aus Landwirtschaftsfläche, zu 3,1 % aus Gewässeroberflächen und zu 8,3 % aus Siedlungsfläche.
Die Mittlere Höhe des Einzugsgebietes beträgt 615 m ü. M., die Minimale Höhe liegt bei  427 m ü. M. und die Maximale Höhe bei 1512 m ü. M.

### Zuflüsse
Zuflüsse von der Quelle zur Mündung (Länge, EZG, MQ):
Broye
- Ruisseau des Planes (Quellfluss), 2,2 km
- Ruisseau des Gro Troncs (links), 1,3 km
- Ruisseau de la Cierne (links), 2,6 km, 0,95 km²
- Ruisseau du Moyon (links), 2,1 km, 1,17 km²
- Ruisseau de la Villette (links), 0,9 km
- Mortivue (links), 5,3 km, 4,12 km², 0,15 m³/s
- Rougève (rechts), 1,5 km
- Riau Vesénand (links), 4,0 km, 3,47 km²
- Corjon (links), 5,1 km, 7,83  km²[9]
- Ruisseau de la Corna (links)
- Ruisseau du Charavet (links)
- Riau Mettraux (links)
- Tatrel (links), 4,5 km, 7,66 km², 0,18 m³/s
- Crottaz (rechts), 3,0 km, 1,42 km²
- Teisigne (rechts), 2,6 km, 1,70 km²
- Biorda (links), 9,9 km, 24,84 km², 0,55 m³/s

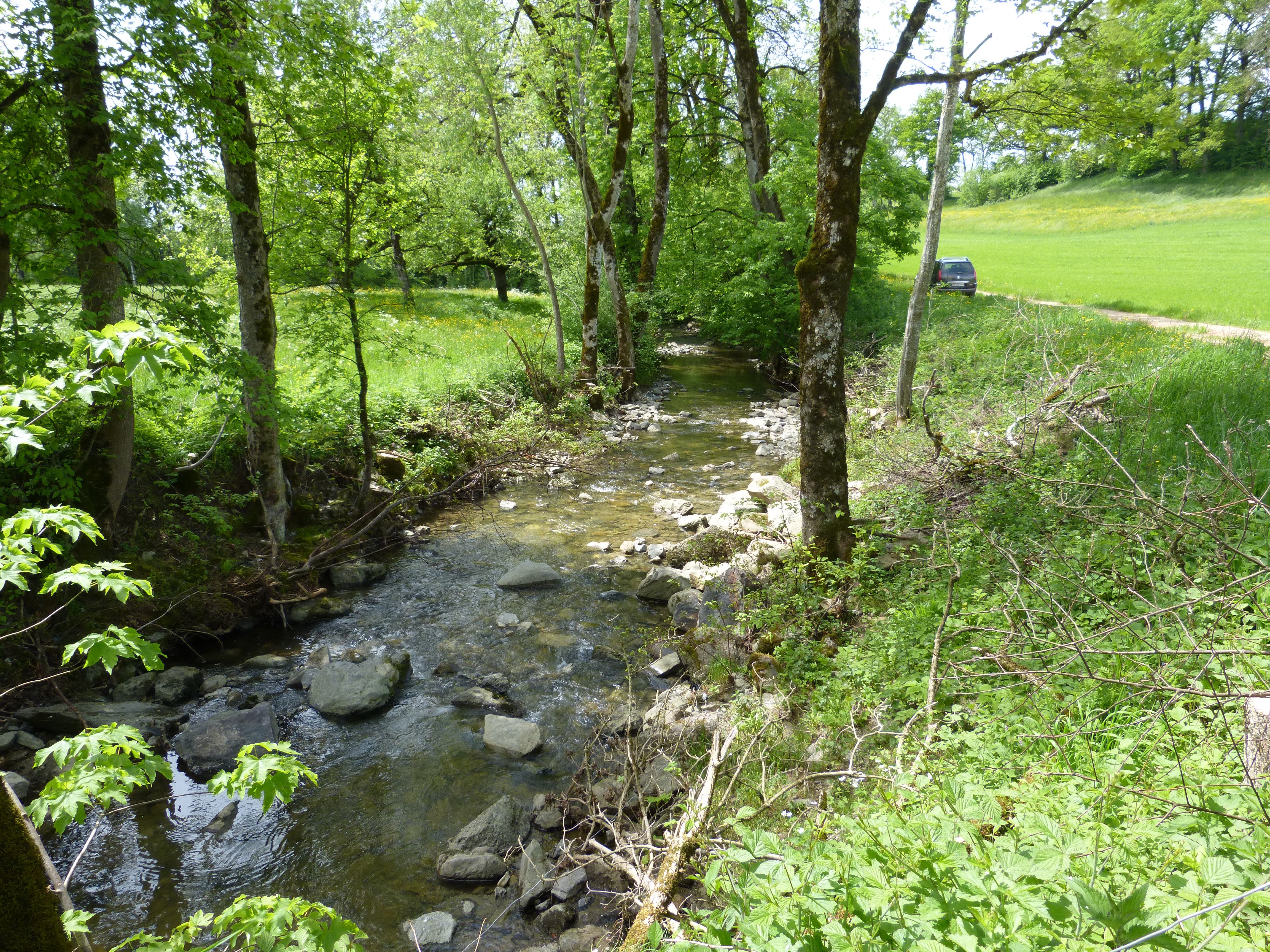
Die Mionne

- Mionne (rechts), 11,4 km, 18,24 km², 0,41 m³/s
- Ruisseau d’Haut Crêt (links), 1,2 km
- Ruisseau de Flon d’Oron (rechts), 10,6 km, 15,92 km², 0,37 m³/s
- Grenet (links), 14,2 km, 28,61 km², 0,60 m³/s
- Ruisseau de Vuibroye (links), 2,3 km
- Ruisseau de l’Eterpi (La Longive) (rechts), 2,9 km, 2,45 km²
- Ruisseau des Torrents (rechts), 2,2 km
- Ruisseau de l’Etang (rechts), 1,8 km
- Ruisseau des Clos (rechts), 0,2 km
- Parimbot (links), 7,1 km, 7,79 km², 0,16 m³/s
- Ruisseau du Passiau (rechts), 3,4 km, 3,41 km²
- Ruisseau du Charrotton (rechts), 4,5 km, 6,31 km², 0,13 m³/s
- Ruisseau des Chavannettes (rechts), 3,8 km, 3,12 km²
- Ruisseau de Vuaz (rechts), 4,2 km, 3,71 km², 0,07 m³/s
- Ruisseau de la Croix (rechts), 0,7 km, 1,86 km²

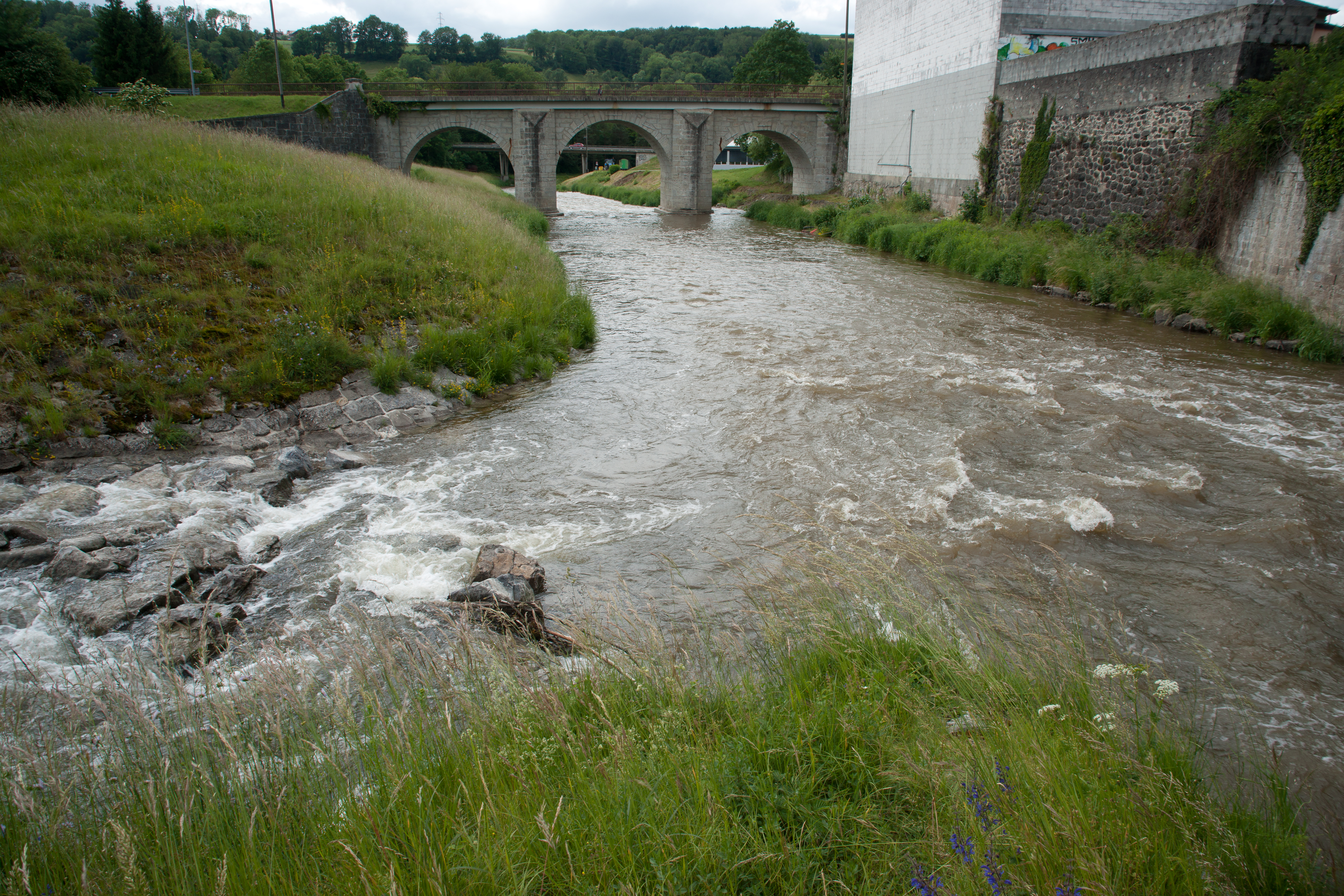
Mündung des Carrouge in die Broye

- Carrouge (links), 16,3 km, 50,9 km², 1,07 m³/s
- Ruisseau de la Rapaz (links), 0,9 km
- Ruisseau de Valacrêt (links), 1,0 km
- Mérine (links), 9,6 km, 18,15 km², 0,31 m³/s
- Ruisseau de la Brasserie (rechts), 0,5 km
- Ruisseau de de Vaucegnery (rechts), 1,2 km, 1,09 km²
- Riau Gresin (links), 3,5 km, 1,94 km²
- Ruisseau de Voraire (links), 1,9 km, 2,09 km²
- Ruisseau de la Gotte (rechts), 1,7 km,
- Cerjaule (links), 9,9 km, 18,65 km², 0,29 m³/s
- Ruisseau des Vaux (rechts), 7,5 km, 10,93 km², 0,19 m³/s
- Ruisseau de Riche (Le Ruisseau de Prassy) (rechts), 2,4 km, 1,82 km²
- Ruisseau de la Braye (rechts), 0,9 km
- Ruisseau de la Pièce (rechts), 1,1 km
- Ruisseau des Gros Essorts (links), 0,8 km
- Ruisseau des Iles (links), 0,8 km, 0,79 km²
- Ruisseau des Baumes (links), 0,9 km, 0,96 km²
- Ruisseau de Seigneux (Le Ruisseau des Champs Ferlins) (rechts), 4,5 km, 7,15 km², 0,12 m³/s
- Flon (links), 0,9 km, 0,96 km²
- Trémeule (rechts), 3,6 km, 4,93 km², 0,08 m³/s
- Vauban (links), 1,4 km, 1,61 km²
- Ruisseau de Marnand rechts), 8,4 km, 10,13 km², 0,17 m³/s

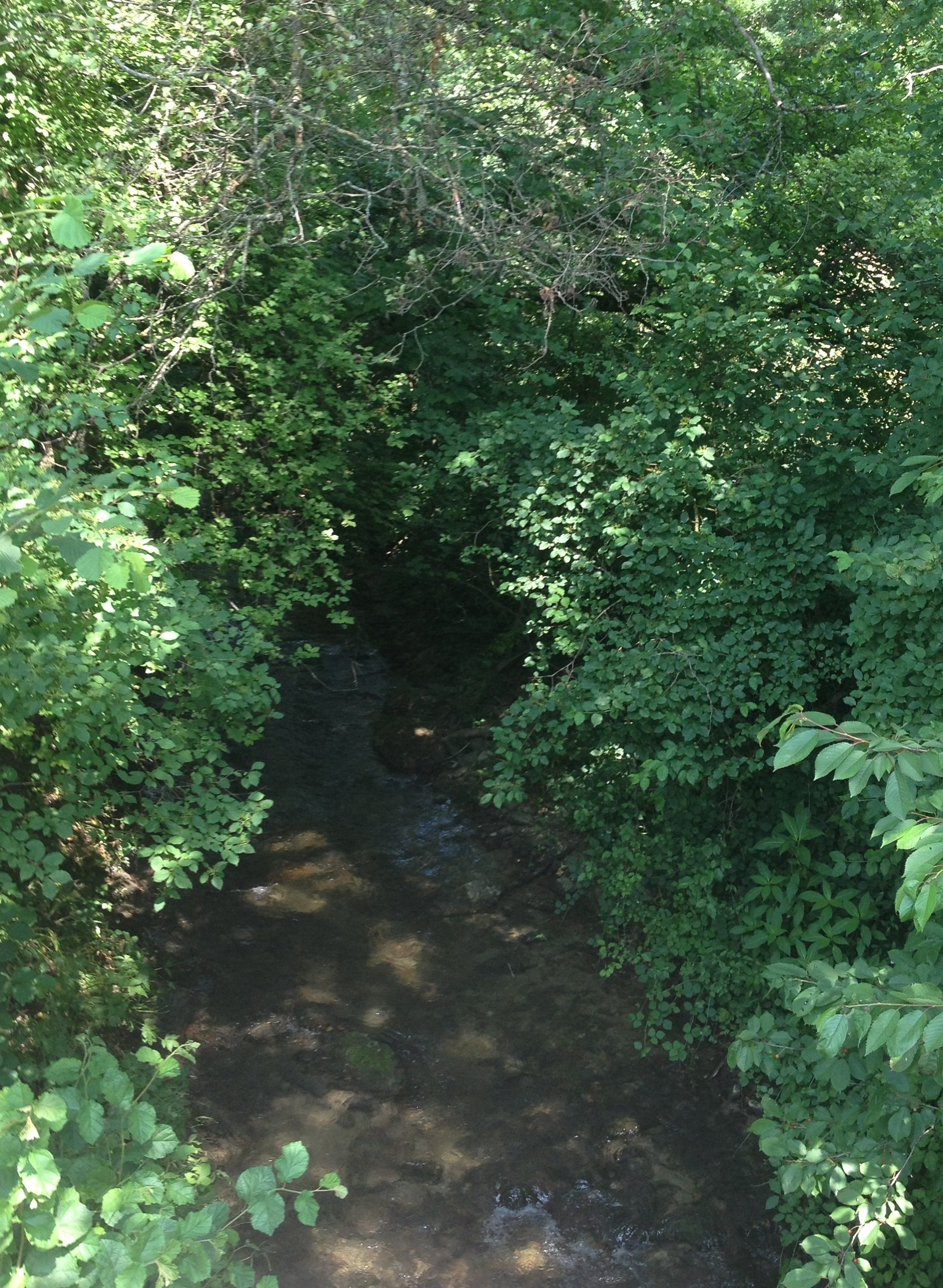
Die Lembe

- La Lembe (La Lembaz) (links), 14,3 km, 26,69 km², 0,41 m³/s
- Ruisseau de Trey (rechts), 2,5 km, 2,45 km²
- Ruisseau de Monteman (links), 5,5 km, 7,41 km², 0,11 m³/s
- Ruisseau de la Biolleyre (links), 0,2 km
- Bioleyre (rechts), 4,6 km, 7,84 km², 0,11 m³/s
- Ruisseau du Châtelard (rechts), 0,7 km
- Ruisseau de Moille Saulaz (rechts), 0,3 km
- La Coula (links), 1,9 km, 3,81 km², 0,04 m³/s
- Canal de Sésines (rechts), 6,6 km, 8,97 km², 0,10 m³/s
- Arbogne (rechts), 31,1 km, 72,17 km², 0,83 m³/s

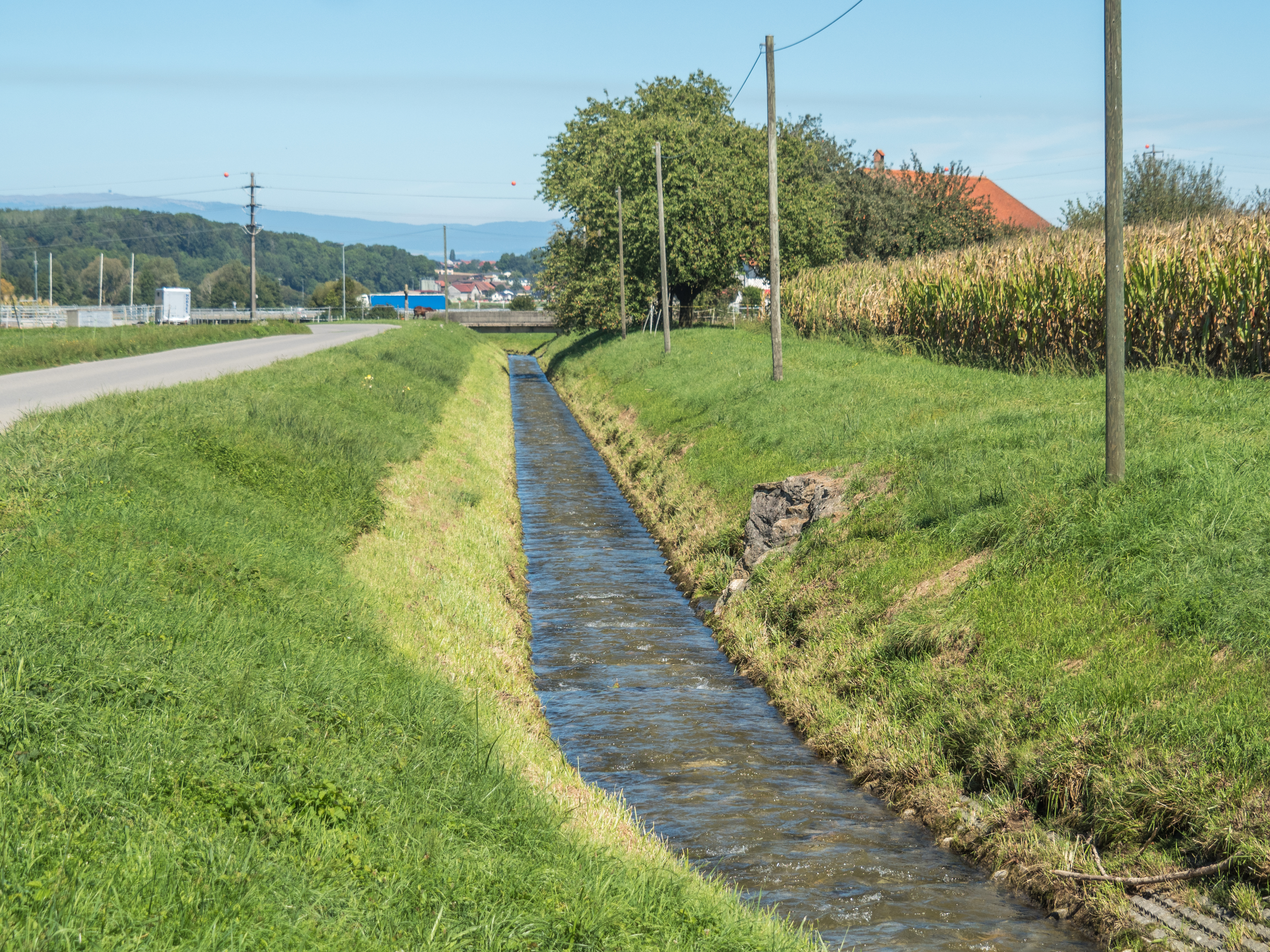
Die Petite Glâne bei Cugy

- Petite Glâne (links), 30,4 km, 100,54 km², 1,12 m³/s

Lac de Morat
- Le Bay (rechts), 5,8 km, 5,5 km²
- L'Eau Noire (rechts), 4,0 km, 5,6 km², 0,07 m³/s
- Le Ruisseau de Marnand (rechts), 8,4 km, 10,13 km², 0,17 m³/s

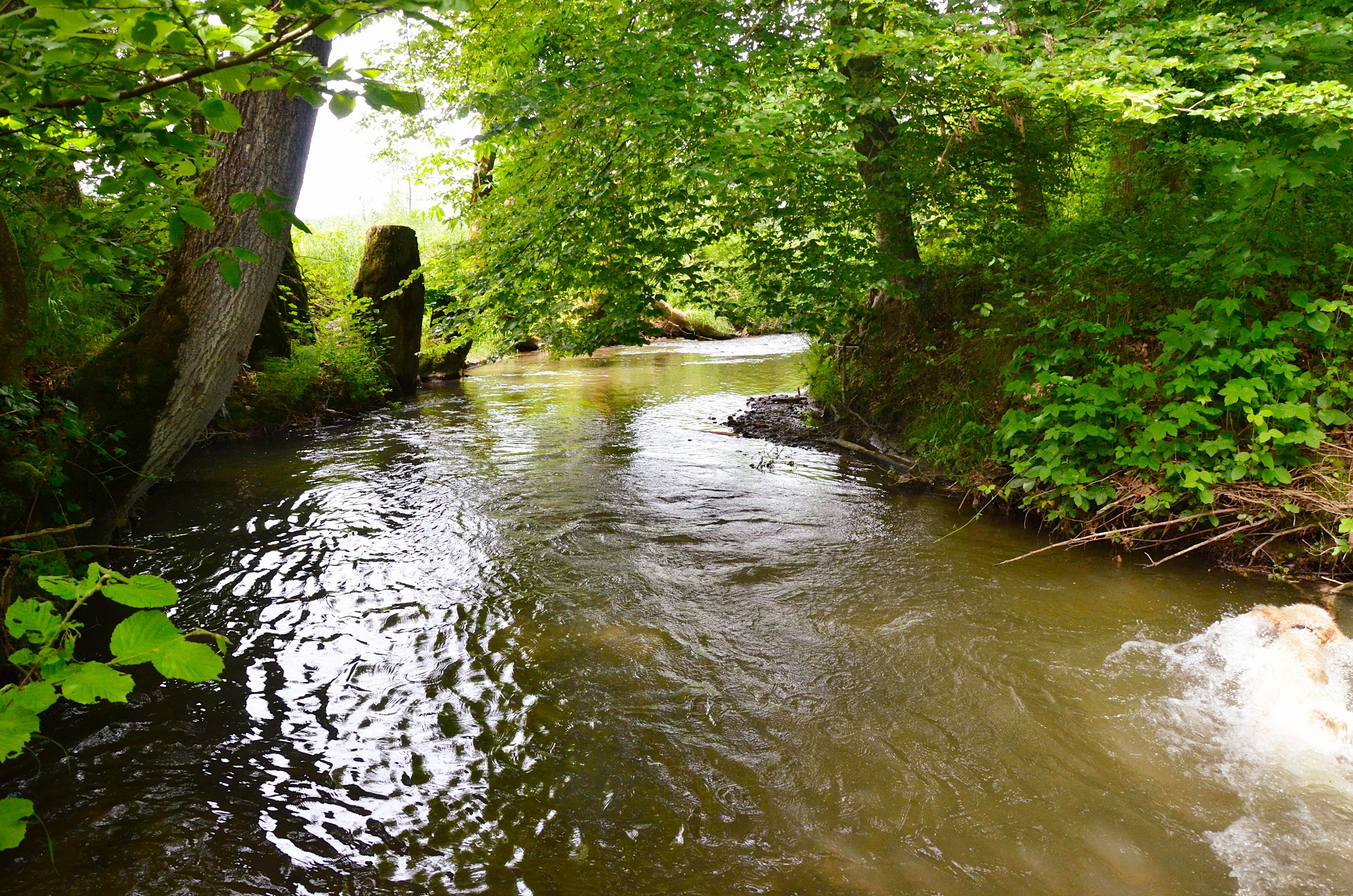
Die Chandon

- Le Chandon (rechts), 17,3 km, 38,19 km², 0,5 m³/s
- Ruisseau des Ferrages (links), 1,1 km, 0,61 km²
- Ruisseau de Forel (links), 1,1 km, 1,93 km²
- Dybach (Ruisseau de Dy) (rechts), 3,6 km (Strang Dybach-Ruisseau du Moulin 5,2 km), 7,92 km², 0,1 m³/s
- Ruisseau de Champ Perbou (links), 0,4 km, 0,63 km²
- Prehlbach (Muhlebach[10]) (rechts), 4,9 km, 4,23 km²
- Muntelierbach (Rugang Bach[11]) (rechts), 0,4 km, 1,29 km²
- Löwenbergbach (Burggrabe[11]) (rechts), 3,2 km, 3,62 km², 0,05 m³/s
- Alti Bibere (rechts), 1,0 km, 0,6 km²

Canal de la Broye
- Grand Canal (rechts), 8,7 km (Strang Grand Canal-Biberenkanal-Biberen 24,8 km), 83,12 km², 0,88 m³/s
- Hauptkanal (rechts), 11,2 km, 4,94 km², 0,37 m³/s
- Schwarzgraben (rechts), 1,5 km
- Alte Schwarzgrabe (rechts)
- Mosimannkanal (rechts), 1,4 km
- Neuhofkanal (rechts), 1,1 km

## Verkehr

### Brücken

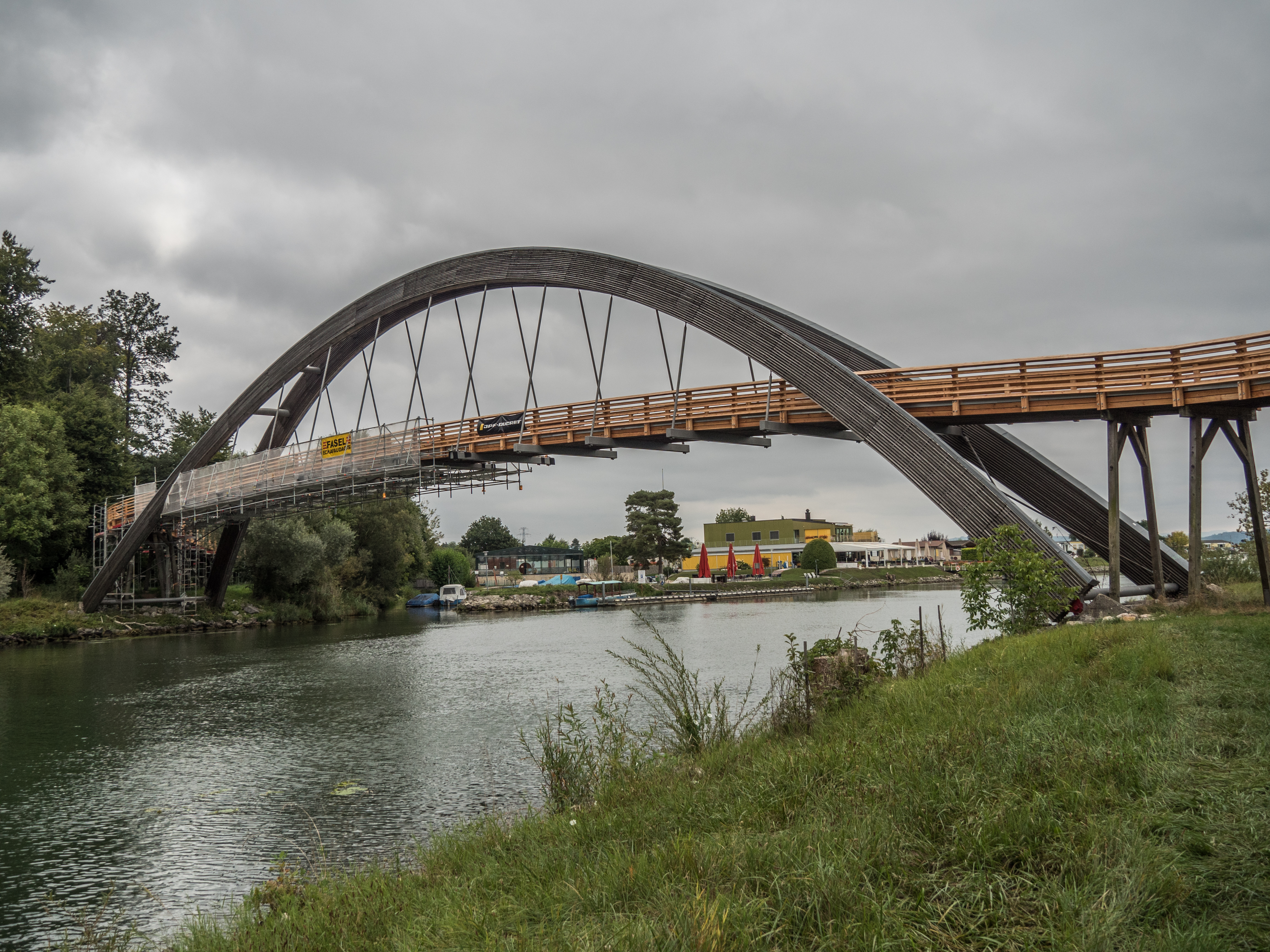
Rotary-Brücke über den Broyekanal

Auf ihrem Weg wird sie von rund 80 Brücken überquert.

### Schiffländen
Orte mit Schifflände der Personenschifffahrt, meist durch die LNM bedient:
| Name                 | Lage                                       | Kt. | ⊙                                          | Bild | Anmerkungen |
| -------------------- | ------------------------------------------ | --- | ------------------------------------------ | ---- | ----------- |
| Sugiez (bateau)      | Sugiez, im Broyekanal nach Murtensee       | FR  | 46.964181 7.114223                         |      |             |
| Trois-Lacs (camping) | Sugiez, im Broyekanal                      | FR  | !507.0933485546.9756145 46.975614 7.093348 | BW   |             |
| La Sauge (bateau)    | Cudrefin, im Broyekanal vor Neuenburgersee | VD  | !507.0540605546.9757475 46.975747 7.05406  |      |             |

## Galerie

Die Broye
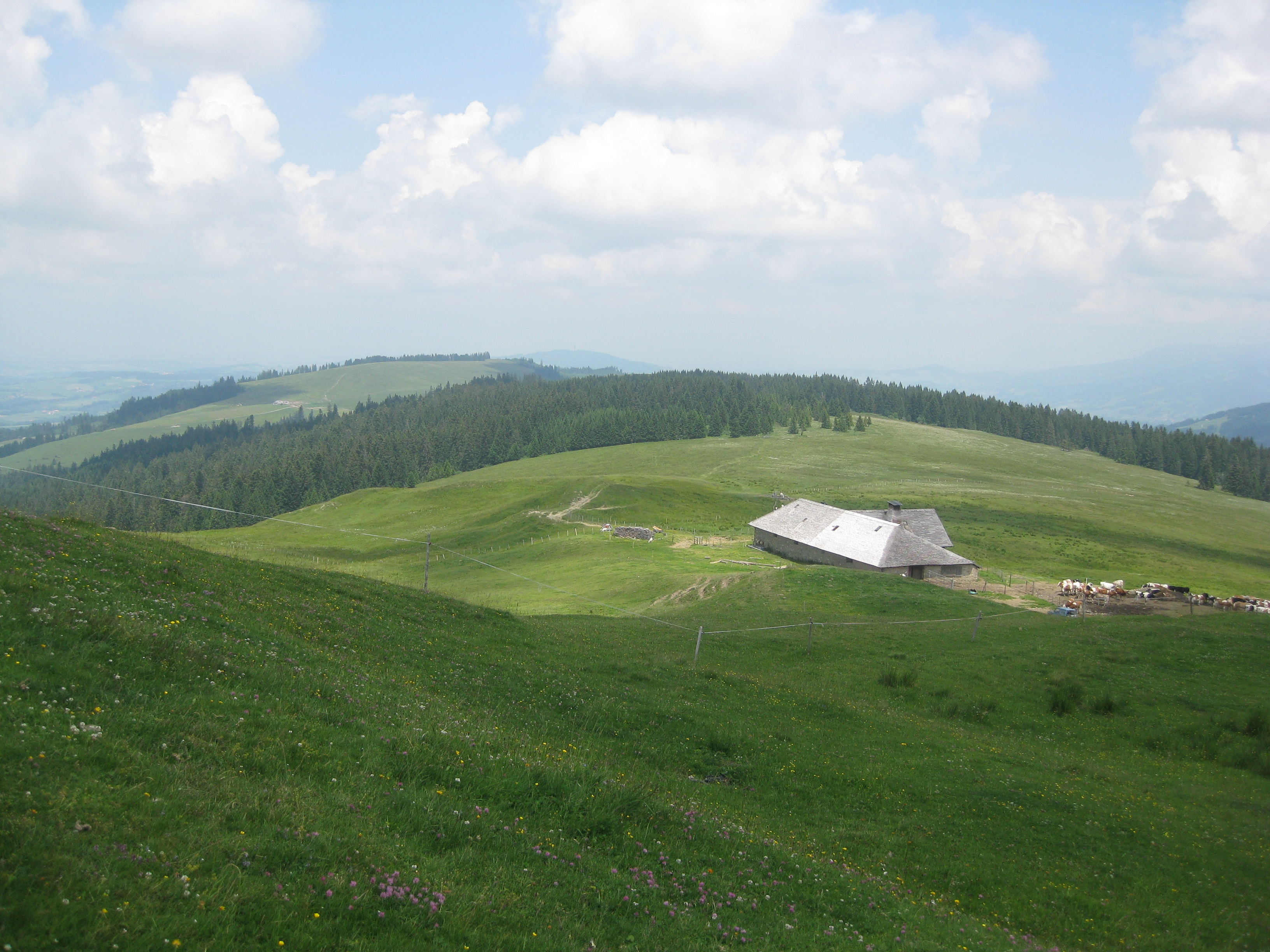
Quellgebiet der Broye (2009)
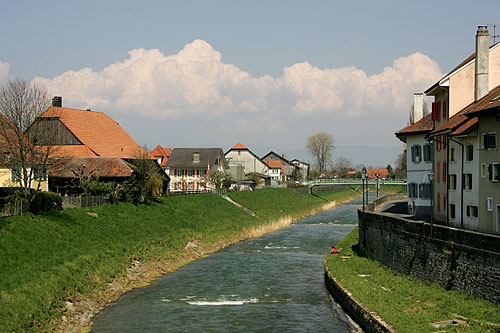
Die Broye in Payerne (2006)
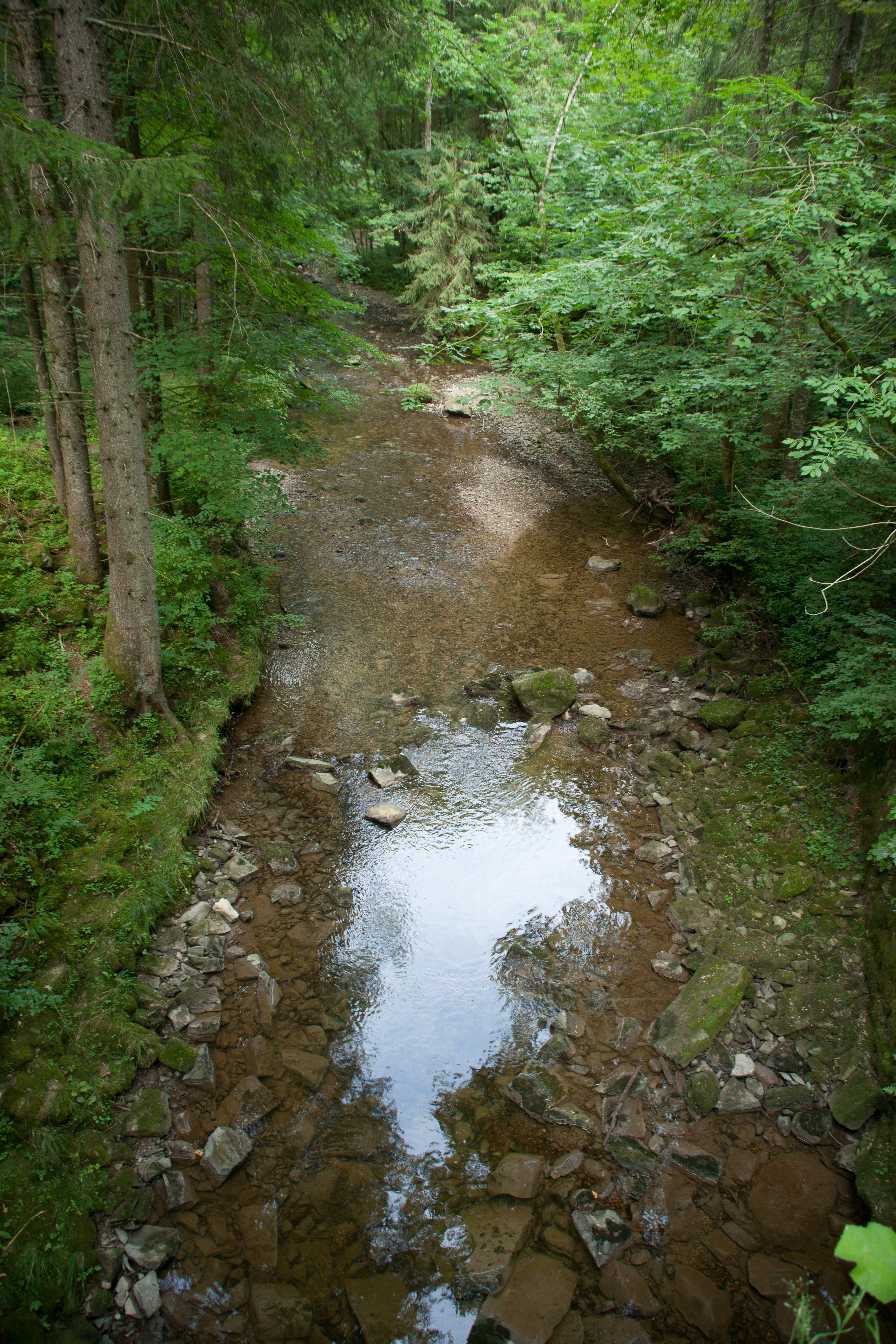
Die Broye bei Maracón (2012)
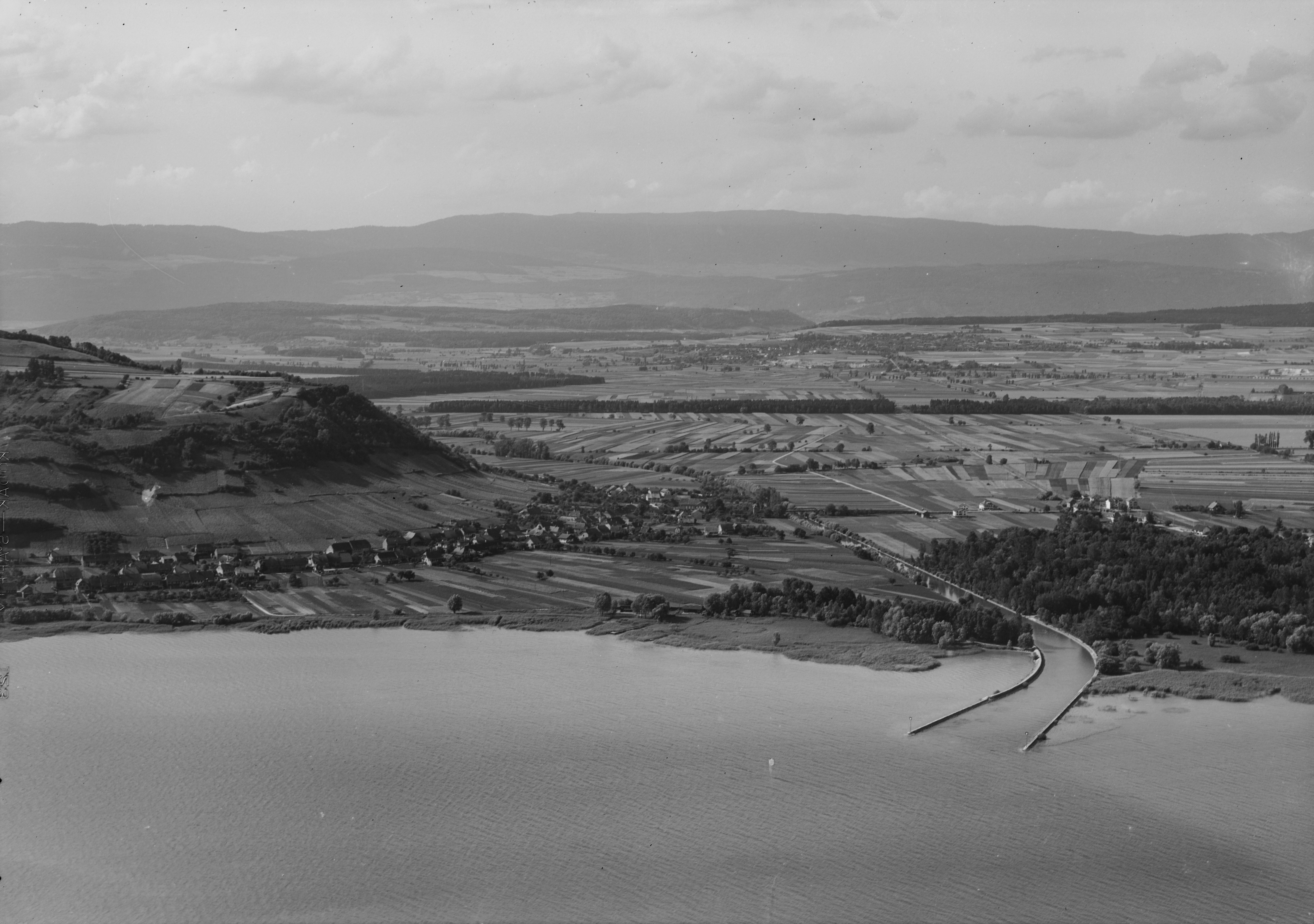
Flugaufnahme des Broyekanals (1954), vorne der Murtensee
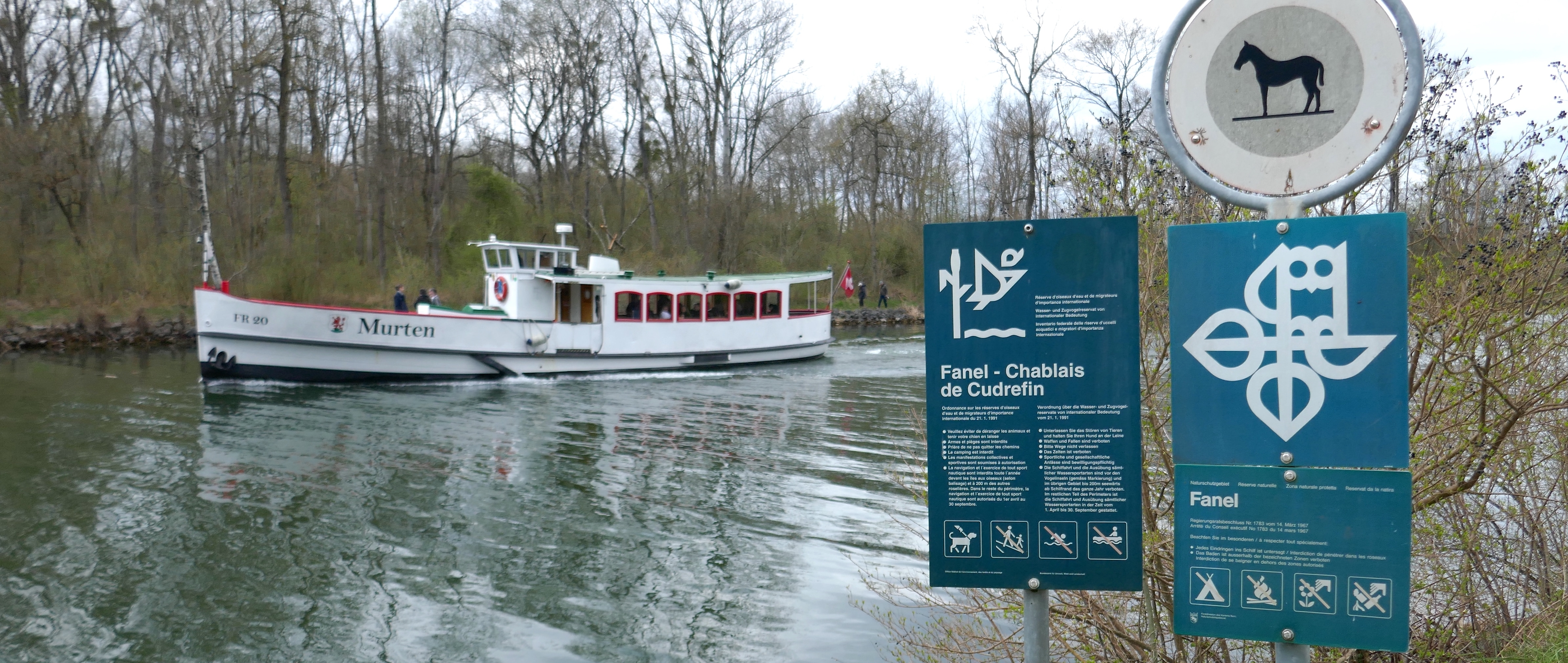
Personenschifffahrt auf dem Broyekanal (2023)
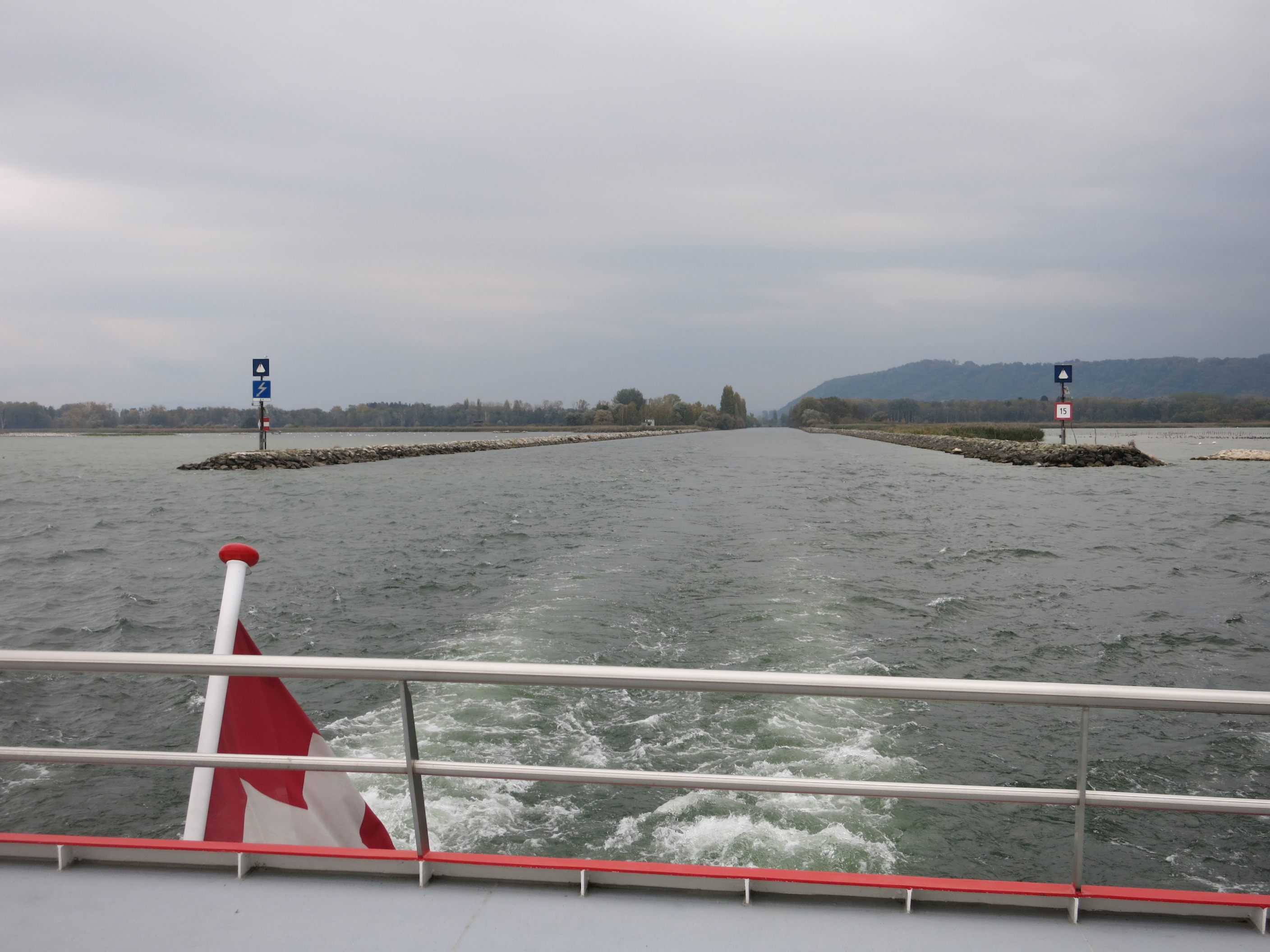
Mündung in den Neuenburgersee (2015)
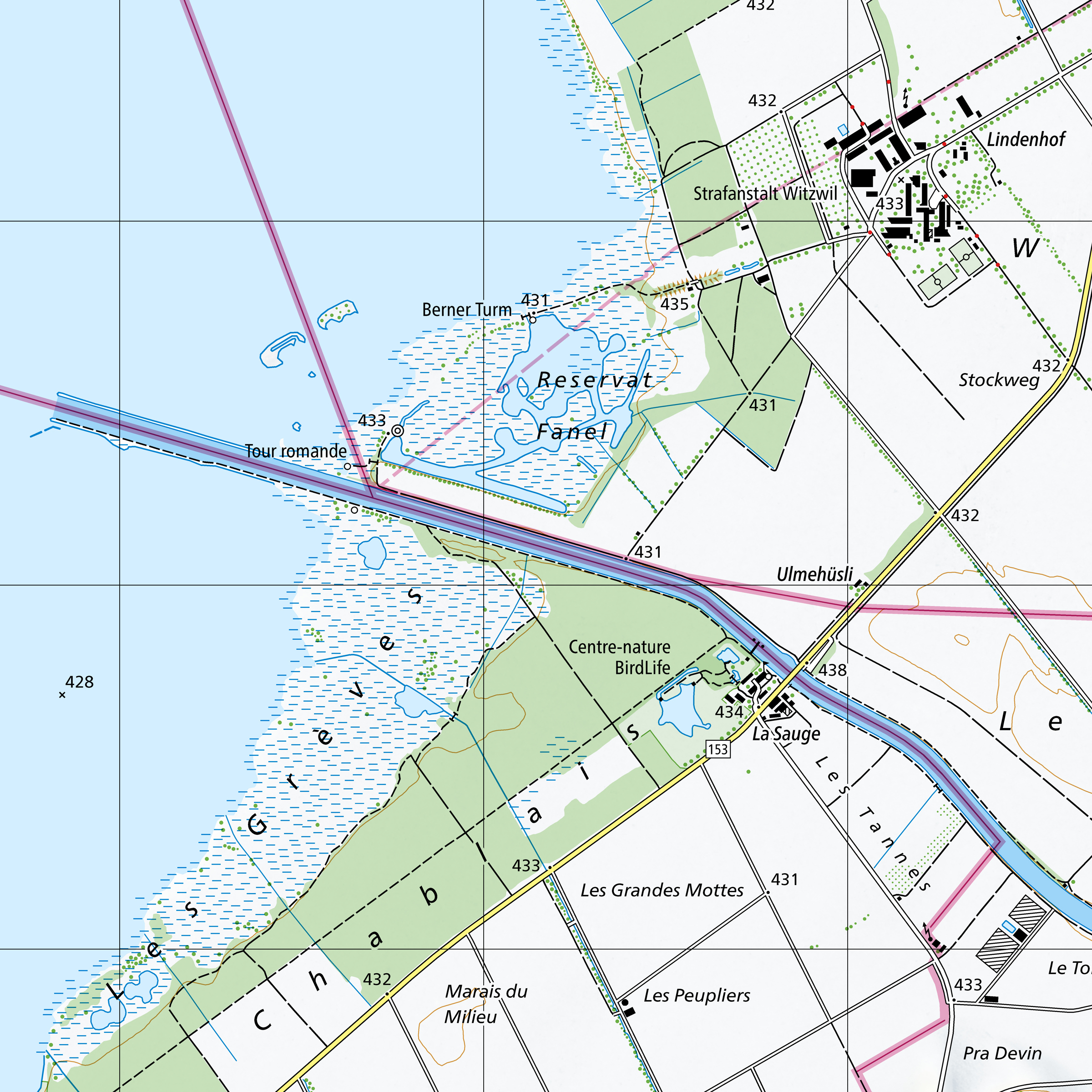
Grenzverlauf an der Mündung in den Neuenburgersee mit Dreikantoneecken zwischen Neuenburg (NQ) und Waadt (SW) sowie Bern (NO) bzw. Fribourg (SW)